# Literaturjahr 1764
Liste der Literaturjahre

◄ | 1760 | 1761 | 1762 | 1763 | Literaturjahr 1764 | 1765 | 1766 | 1767 | 1768 | ► | ►►

Weitere Ereignisse
Dieser Artikel behandelt das Literaturjahr 1764.

## Ereignisse

### Prosa

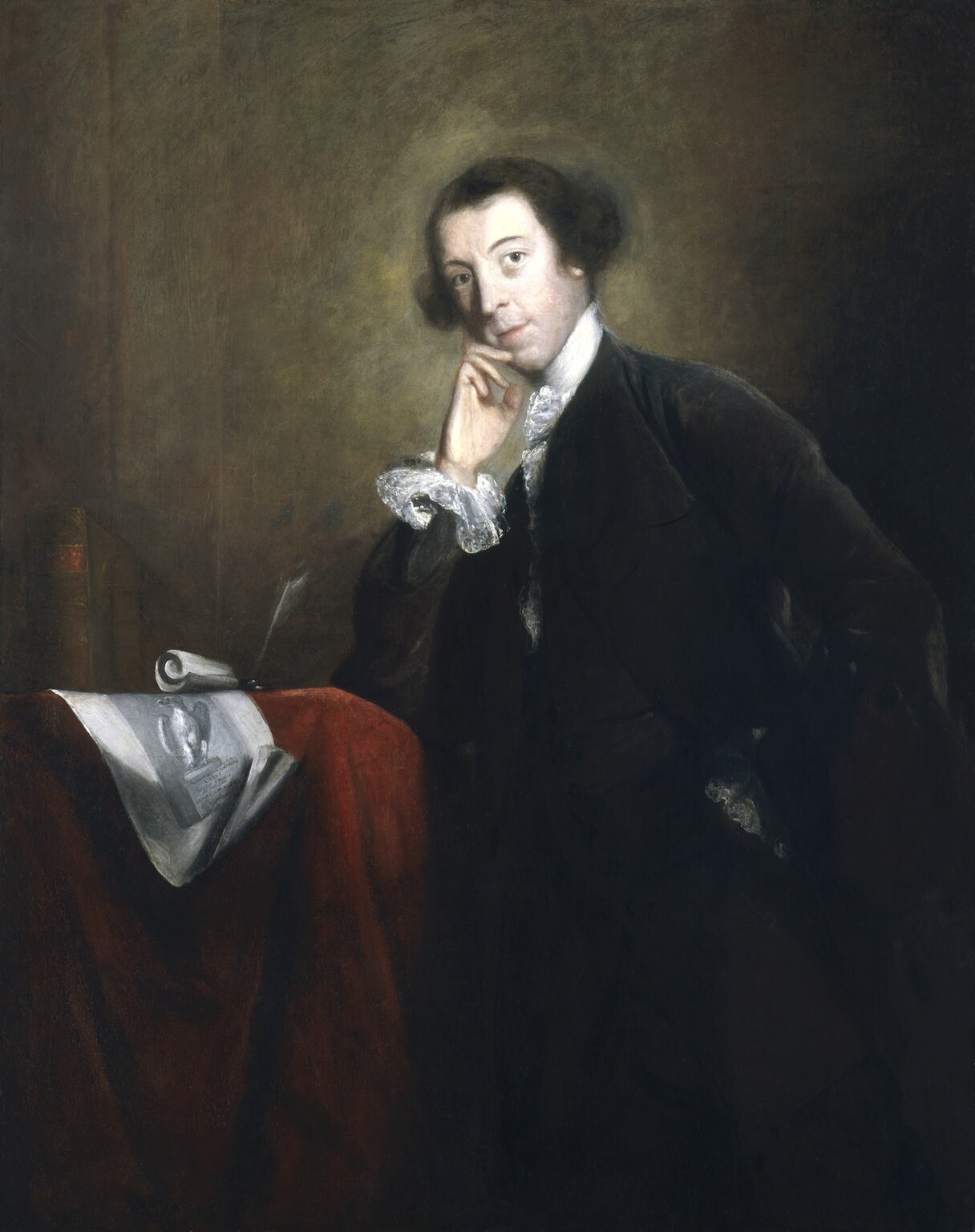
Horace Walpole, 4. Earl of Orford

- Mit dem Roman The Castle of Otranto, A Story. Translated by William Marshal, Gent. From the Original Italian of Onuphrio Muralto, Canon of the Church of St. Nicholas at Otranto (Das Schloss von Otranto) begründet der britische Politiker und Schriftsteller Horace Walpole das Genre des Schauerromans. Das Werk ist Vorläufer der romantischen Geschichten und Erzählungen des späten 18. und frühen 19. Jahrhunderts, insbesondere der Schwarzen Romantik, und beeinflusst die Literatur bis in unsere Zeit.

- Marie Jeanne Riccobonis Historie de Miss Jenny wird in Paris bei Brocas & Humblot gedruckt.
- John Cleland veröffentlicht The surprises of love, vier romantische Erzählungen.
- Christoph Martin Wieland verfasst den Roman Don Silvio von Rosalva, oder der Sieg der Natur über die Schwärmerey.
- Von Moritz August von Thümmel erscheint die Erzählung Wilhelmine.

### Drama
- Der 24-jährige Nicolas Chamfort feiert auf den Pariser Bühnen Erfolge mit seiner Komödie La jeune indienne (Die junge Inderin), der das zu dieser Zeit beliebte Thema des Gegensatzes zwischen dem Natur- und dem Kulturzustand zugrunde liegt.

### Periodika
- 14. Juli: Karl Gottlieb von Windisch gibt gemeinsam mit den Buchdrucker und Verleger Johann Michael Landerer in Preßburg die Erstausgabe der Preßburger Zeitung heraus. Sie erscheint zweimal pro Woche.
- 29. Oktober: Die Tageszeitung The Hartford Courant erscheint in Hartford, Connecticut – vorläufig als Wochenausgabe – erstmals.

### Sachliteratur

#### Philosophie

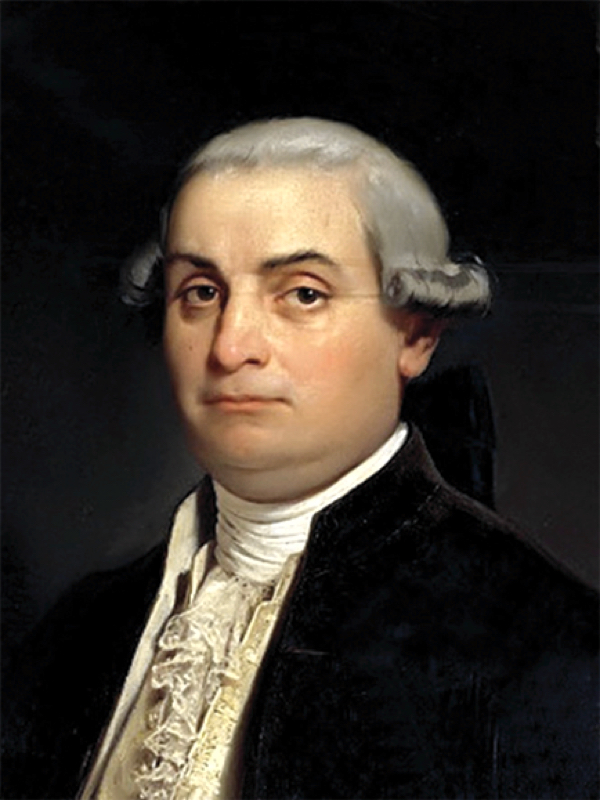
Cesare Beccaria

- Der Mailänder Jurist und Rechtsphilosoph Cesare Beccaria veröffentlicht sein bekanntestes Werk Dei delitti e delle pene (Von den Verbrechen und von den Strafen). In diesem, vom Gedankengut der Aufklärung und der utilitaristischen Ethik geprägten Werk vertritt er die These, dass der Staat nur das Maß an Strafen verhängen solle, welches zur Aufrechterhaltung der Ordnung erforderlich ist. Bei der Strafzumessung sei der Grundsatz der Verhältnismäßigkeit zu beachten. Nicht die Schwere der Strafe sei entscheidend, sondern die konsequente Anwendung der Strafgesetze. Folter und Todesstrafe lehnt Beccaria ab. Das Buch wird in mehrere Sprachen übersetzt.
- Voltaire gibt sein Philosophisches Wörterbuch Dictionnaire philosophique in Genf anonym bei Gabriel Grasset heraus. Die Erstausgabe unter dem Titel Dictionnaire philosophique portatif mit 73 Stichwörtern wird 1765, 1767 und 1769 von Voltaire zwei Bände mit 120 Stichwörtern erweitert. Das Buch, eine Kampfansage an die christliche Religion und die katholische Kirche, wird im gleichen Jahr in Genf und am 19. März 1765 in Paris verbrannt.
- Thomas Reid verfasst an der Universität von Aberdeen das philosophische Werk An Inquiry Into the Human Mind on the Principles of Common Sense.

#### Naturwissenschaften
- Otto Friedrich Müller veröffentlicht das Werk Fauna Insectorum Fridrichsdalina, das unter anderem die Erstbeschreibung des Frühen Schilfjägers enthält, bei dem er allerdings das Männchen und das Weibchen als unterschiedliche Arten beschreibt.
- Der dänische Zoologe Morten Thrane Brünnich bringt das Werk Ornithologia borealis heraus, welches skandinavischen Vögel beinhaltet, die hierin zum ersten Mal beschrieben werden. Im gleichen Jahr veröffentlicht er auch die Entomologia.

#### Kunstgeschichte
- Johann Joachim Winckelmann gibt die Geschichte der Kunst des Altertums in zwei Bänden heraus.

### Religion
- 27. Februar: Papst Clemens XIII. verbietet die Lektüre des unter dem Pseudonym Justinus Febronius im Jahr zuvor erschienenen Buches De statu ecclesiae et legitima potestate Romani pontificis liber singularis und setzt es auf den Index Librorum Prohibitorum. Die Verbreitung der Gedanken des Febronianismus durch mehrere Nachdrucke stoppt das nicht. Dem Trierer Weihbischof Johann Nikolaus von Hontheim wird nach seiner Enttarnung als Autor Jahre später ein Widerruf auferlegt.

### Buchhandel
- Mehrere norddeutsche Buchhändler unter der Führung des Leipzigers Philipp Erasmus Reich beschließen, der katholisch dominierten Frankfurter Buchmesse hinkünftig fernzubleiben und ihre Neuzugänge nur noch auf der Leipziger Buchmesse vorzustellen.

## Geboren

### Erstes Halbjahr

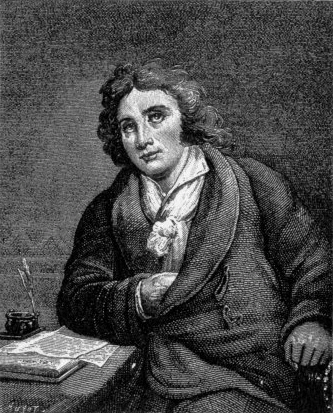
Marie-Joseph Chénier

- 11. Februar: Marie-Joseph Chénier, französischer Schriftsteller und Dramatiker der Revolutionszeit († 1811)
- 15. Februar: Jens Immanuel Baggesen, dänischer Schriftsteller († 1826)
- 19. Februar: Karl Heinrich Heydenreich, deutscher Schriftsteller und Philosoph († 1801)
- 25. Februar: Karl Gustav Brinckmann, deutsch-schwedischer Diplomat und Dichter († 1847)

- 23. März: Friedrich Schmidt von Werneuchen, preußischer evangelischer Geistlicher und Dichter († 1838)
- 1. April: Johann Evangelist Reiter, deutscher katholischer Pfarrer, Geometer, Freskenmaler, Bildhauer, Steinmetz, Musiker, Architekt und Schriftsteller († 1835)
- 14. April: Firmin Didot, französischer Typograf und Schriftsteller († 1836)
- 14. April: Franz Xaver Gewey, österreichischer Beamter, Schauspieler und Schriftsteller († 1819)
- 20. April: Rudolph Ackermann, deutsch-britischer Buchhändler, Lithograf, Verleger und Unternehmer († 1834)
- 21. April: Johann Christian August Heyse, deutscher Pädagoge, Grammatiker und Lexikograf († 1829)
- 27. April: Johann Friedrich Cotta, deutscher Verleger, Industriepionier und Politiker († 1832)

- 2. Mai: Friedrich von Gentz, deutsch-österreichischer Schriftsteller und Publizist, Staatstheoretiker und Politiker († 1832)
- 7. Mai: Therese Huber, deutsche Schriftstellerin († 1829)
- 11. Mai: Konrad Engelbert Oelsner, deutscher Publizist († 1828)
- 18. Mai: Johann Andreas Christian Löhr, deutscher evangelischer Theologe und Jugendschriftsteller († 1823)

- 7. Juni: Karl Heinrich von Lang, bayrischer Historiker und Publizist († 1835)
- 13. Juni: Erduin Julius Koch, deutscher Literaturhistoriker († 1834)
- 23. Juni: Gabriel-Marie Legouvé, französischer Schriftsteller, Übersetzer und Dramaturg († 1812)

### Zweites Halbjahr

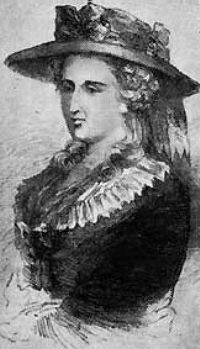
Ann Radcliffe

- 9. Juli: Ann Radcliffe, englische Schriftstellerin, populäre Vertreterin des Schauerromans († 1823)
- 19. Juli: Christoph Cölestin Mrongovius, preußischer evangelischer Pastor, Schriftsteller, Philosoph, Sprachwissenschaftler, Lehrer und Übersetzer († 1855)
- 27. Juli: John Thelwall, britischer politischer Redner, Journalist und Autor († 1834)
- 9. August: Caroline Auguste Fischer, deutsche Schriftstellerin und Frauenrechtlerin († 1842)

- 5. September: Henriette Herz, deutsche Schriftstellerin und Gastgeberin eines literarischen Salons († 1847)
- 14. September: Ludwig Ferdinand Huber, deutscher Schriftsteller, Übersetzer und Journalist († 1804)

- 6. Oktober: Johann Gottfried Ebel, deutscher geographischer Schriftsteller († 1830)
- 6. Oktober: Friedrich Jacobs, deutscher Altphilologe, Numismatiker und Schriftsteller († 1847)
- 19. Oktober: Victor-Joseph Étienne de Jouy, französischer Soldat, Politiker, Schriftsteller und Librettist († 1846)
- 22. Oktober: Johann Georg Tinius, deutscher Theologe, Bibliomane und Verbrecher († 1846)

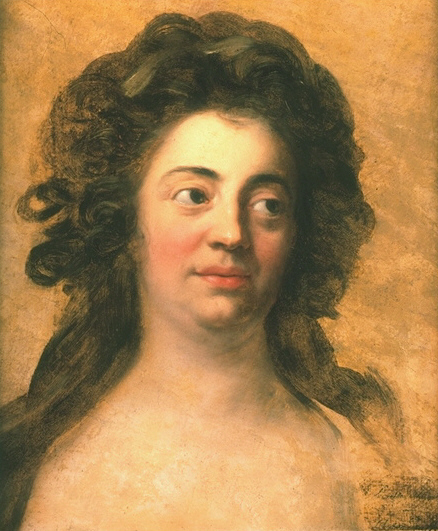
Dorothea Schlegel (Anton Graff)

- 24. Oktober: Dorothea Brendel Mendelssohn, deutsche Literaturkritikerin und Schriftstellerin der Romantik, Ehefrau von Friedrich Schlegel († 1839)

- 15. November: Hans von Held, deutscher Beamter und Schriftsteller († 1842)
- 22. November: Juliane von Krüdener, deutsch-baltische Pietistin, Beraterin des russischen Zaren und Schriftstellerin († 1824)
- 3. Dezember: Mary Ann Lamb, englische Schriftstellerin († 1847)

### Genaues Geburtsdatum unbekannt
- Karl Friedrich Benkowitz, deutscher Dramatiker und Lyriker († 1807)
- Rudolf Gräffer, österreichischer Verleger († 1817)
- Karl Gottfried Jehnichen, deutscher Pädagoge und Literaturwissenschaftler († 1790)
- Christiane Sophie Ludwig, deutsche Schriftstellerin († 1815)
- Gaetano Polidori, italienisch-britischer Schriftsteller und Gelehrter († 1853)

## Gestorben
- 1. Mai: Johann Gottfried Pilarik, deutscher Superintendent und Kirchenlieddichter (* 1705)

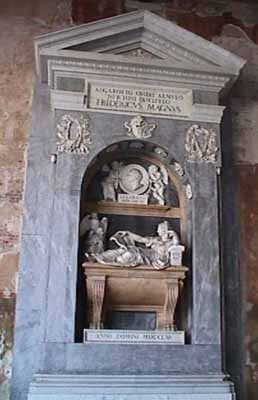
Algarottis Epitaph auf dem Camposanto Monumentale, Pisa

- 3. Mai: Francesco Algarotti, italienischer Schriftsteller, Kunstkritiker  und Kunsthändler (* 1712)
- 10. Mai: Christian Friedrich Henrici, sächsischer Textdichter Johann Sebastian Bachs (* 1700)

- 3. Juni: Hans Adolph Brorson, dänischer Bischof und Psalmendichter (* 1694)
- 11. Juni: Johann Siegmund Strebel, deutscher Bibliothekar und Verwaltungsbeamter (* 1700)
- 25. Juni: Wilhelm Ernst Starke, deutscher reformierter Theologe, Philologe und Kirchenlieddichter (* 1692)
- 30. Juli: Philipp Hafner, österreichischer Schriftsteller und Literaturkritiker (* 1735)

- 17. September: Johann Christoph Struchtmeyer, deutscher reformierter Theologe, Historiker und Rhetoriker (* 1698)
- 23. Oktober: Pierre-Charles Roy, französischer Librettist (* 1683)
- 4. November: Charles Churchill, englischer Poet und Satiriker (* 1732)

- 20. Dezember: Erik Pontoppidan der Jüngere, dänischer Theologe, Prediger, Historiker und Autor (* 1698)
- 22. Dezember: Ladislaus Amade von Várkonyi, ungarischer Dichter (* 1703)